# Brekeke SIP Server
Brekeke SIP Server は、アメリカカリフォルニア州のブレケケ・ソフトウェアが開発しているプロプライエタリソフトウェア。

## 概要
SIP 準拠の SIP プロキシ、レジストラ(登録)サーバ。SIPサーバ は、SIPソフトフォンやその他のSIP機器などのユーザーエージェントからの登録リクエストを認証し、サーバに登録する。Brekeke SIP Serverには二つのバージョン、スタンダード版とキャリアなど大規模利用向けのアドバンスド版がある。 
教育用利用には、フリーのバージョンも提供されている。教育用利用のライセンスの申し込みは、以下リンクから行うことができるブレケケ・ソフトウェアのウェブサイト。

## 特徴
特徴として次の点があげられる。
- SIP に準拠したSIPサーバ (RFC3261 Standard)
- TCP/UDP サポート
- 独自 ネットワークアドレス変換機能
- UPnP サポート
- 冗長化機能

### 公式サイト
- Brekeke Softwareオフィシャルサイト
- Brekeke SIP Server 製品ページ
- アドバンスド版について